# 미도리가오카역 (효고현)
미도리가오카역(일본어: 緑が丘駅, みどりがおかえき)은 일본 효고현 미키시에 있는 고베 전철 아오 선의 역이다. 역 번호는 KB48이다. 시지미 역과 함께 미키 시의 뉴타운 지역의 중심역이 되고 있다.

## 역사
- 1950년 3월 8일: 아오 선의 오시베다니 ~ 히로세신카이(현, 히로노 골프조 마에) 사이에 히로노 야구장 앞역으로 영업 개시.
- 1958년 6월 15일: 현 역명으로 변경됨.
- 2000년 4월: 무인역이 됨.
- 2012년 3월: 역 병설 매점 폐쇄.

## 역 구조
단선 승강장 1면 1선의 지상역이다. 승강장 유효 길이는 5량이다. 개찰구는 플랫폼의 스즈란다이 방향에 설치되어 있다. 연선 광 네트워크에 접속된 역무 원격 시스템이 도입되어 있다.

## 역 주변
역전 로터리에는 버스 정류장과 택시 정류장이 설치되어 있다. 역 북쪽의 뉴타운인 미도리가오카, 아오야마에서 이용자가 많지만 100m 정도 동쪽에 위치한 고베시 니시구의 주민들도 본 역을 이용한다. 또한, 역 남쪽은 히로노 골프 클럽이다.
- 간사이 국제대학
- 효고 현립 미키키타 고등학교
- 미키 시립 미도리가오카 중학교
- 효고 현립 광역 방재센터
- 독립행정법인 방재과학 기술연구소
- 미도리가오카마치 공민관
- 아오야마 공민관
- 미키 미도리가오카 우체국
- 미키 아오야마 우체국
- 도호 스토어
- 코프 미키
- 미도리가오카 스포츠공원
- 미도리가오카키타 공원
- 아오야마추오 공원
- 효고 현립 미키 종합 방재공원

## 사진

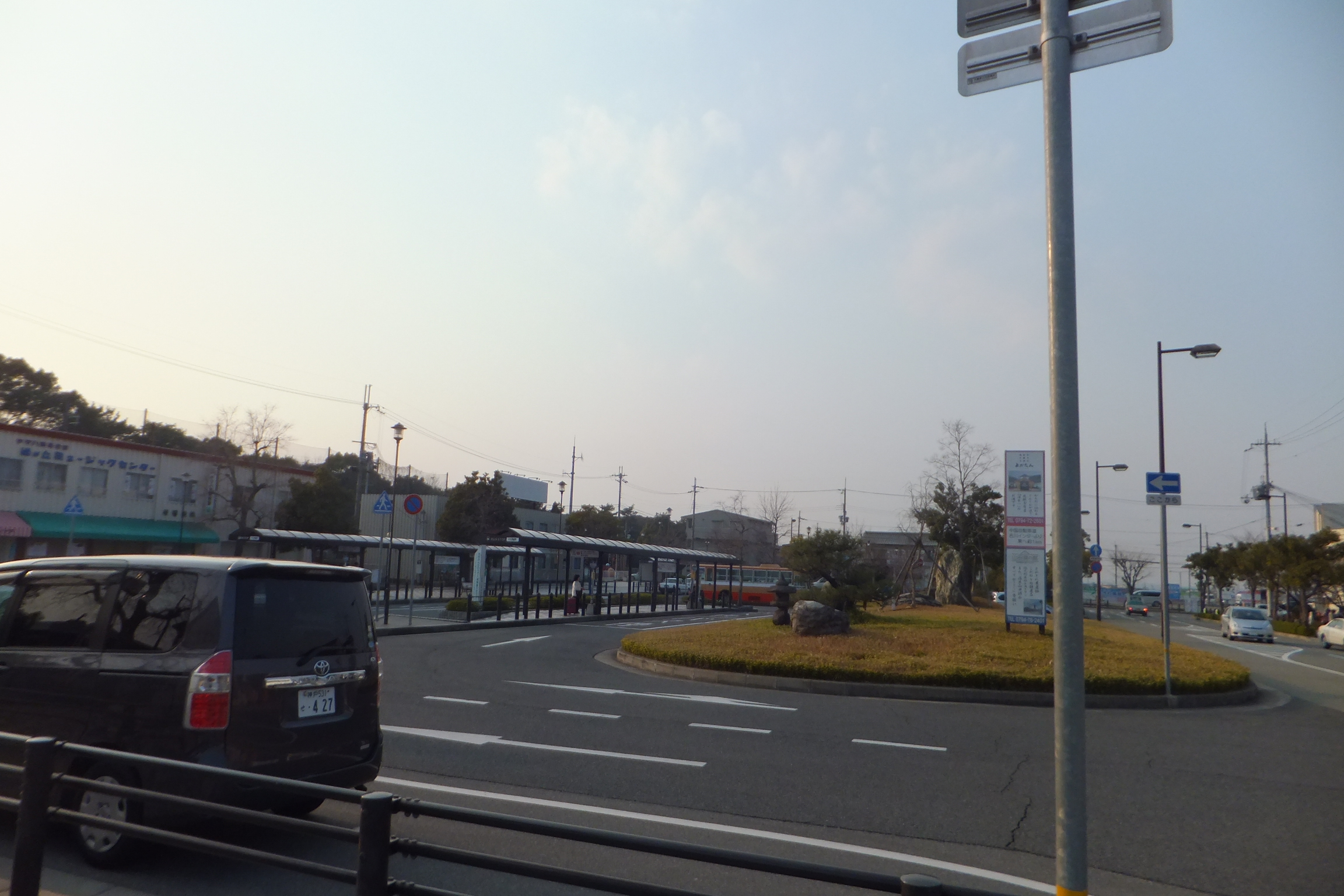
역전 로터리
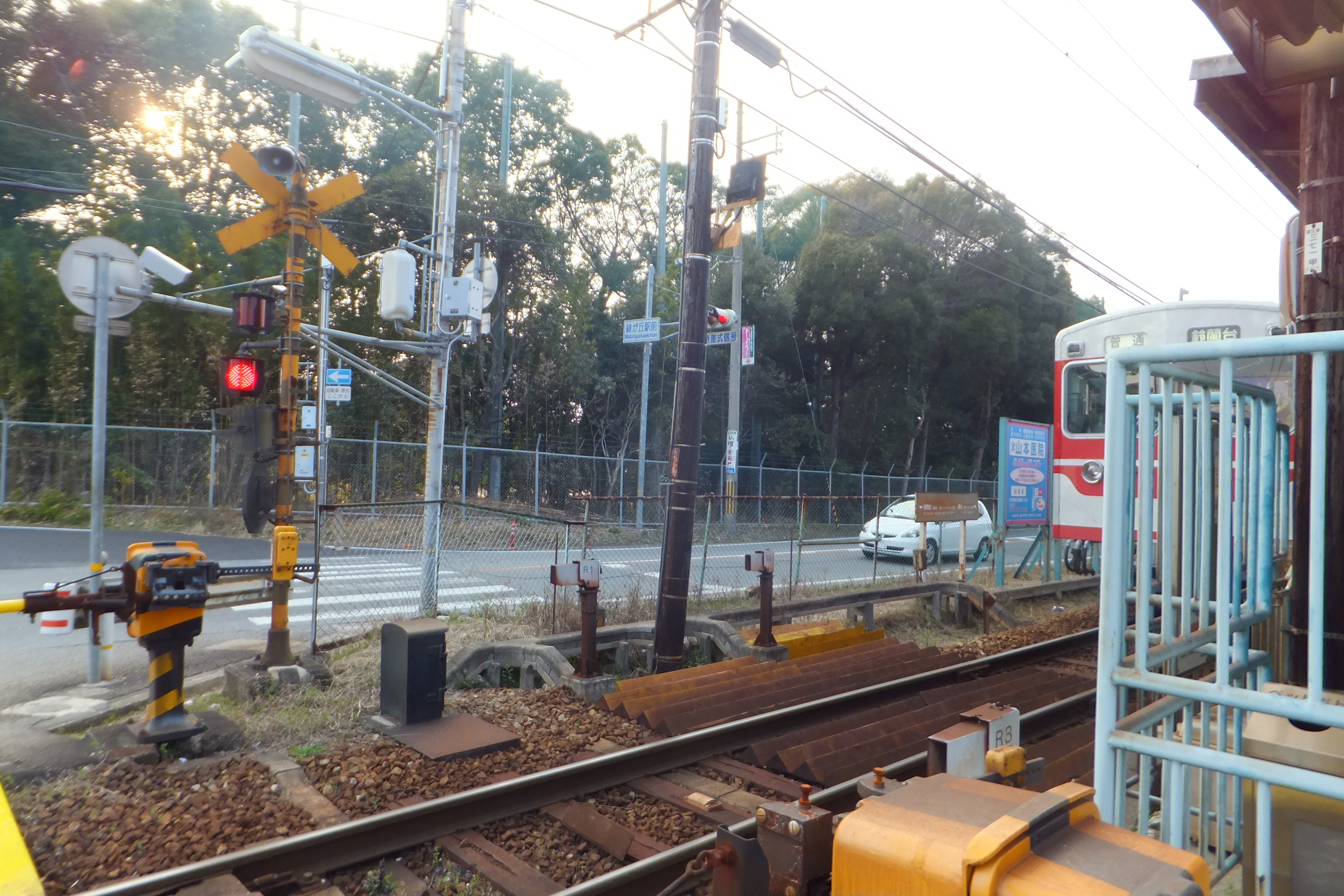
역전 건널목

## 인접역
| 고베 전철 아오 선             | 고베 전철 아오 선           | 고베 전철 아오 선                      |
| ----------------------------- | --------------------------- | -------------------------------------- |
| KB47 오시베다니 신카이치 방면 | ■ 쾌속 ■ 급행 ■ 준급 ■ 보통 | 히로노고루후조마에 마에 KB49 아오 방면 |